# Črtomira
Črtomira je žensko osebno ime.

## Izvor imena
Ime Črtomira je ženska oblika imena Črtomir.

## Pogostost imena
Po podatkih Statističnega urada Republike Slovenije je bila na dan 31. decembra 2007 v Sloveniji pogostost uporabe imena Črtomira manjša kot 5 ali pa se to ime ne pojavlja.